# Sotto il vulcano (film)
Sotto il vulcano (Under the Volcano) è un film del 1984 diretto da John Huston, tratto dall'omonimo romanzo di Malcolm Lowry.
È stato presentato in concorso al 37º Festival di Cannes.

## Trama
In un paesino messicano un ex console inglese, con il vizio del bere,  vive ossessionato da un incubo ricorrente: l'alternarsi di uno stato di estasi a uno di profondissima angoscia. L'uomo purtroppo è incapace di reagire alla dipendenza dall'alcool e questa sua debolezza lo costringe a vivere la sua esistenza in maniera drammatica e verso un'unica direzione: l'autodistruzione.